# 橋口稔
橋口 稔（はしぐち みのる、1930年5月30日 -2020年9月18日）は、日本の英文学者、翻訳家。東京大学教養学部教授を経て、同名誉教授。

## 経歴
1930年、神奈川県で生まれた。東京大学教養学部英文科で学び、1953年に卒業。
卒業後は、東京大学教養学部助手に採用された。その後、専任講師、助教授、教授に昇格。1991年に東京大学を定年退官し、名誉教授となった。その後は鶴見大学教授を務め、2001年に退職。
2020年に死去。墓は多磨霊園にある。

## 受賞・栄典
- 2010年：瑞宝中綬章を受章。
- 2014年：巌谷小波に関する研究で巖谷小波文芸賞特別賞を受賞[3]。

## 研究内容・業績
専門は英文学で、20世紀の英国文学を専門とした。

## 家族・親族
- 曾祖父：巖谷小波。
- 母：巖谷小波の次女の次男。
- 叔父：橋口収は初代国土事務次官・公正取引委員会委員長・元広島銀行頭取。

## 著作
著書
- 『イギリスの言語文化：ルネサンスから現代まで』旺文社(テレビ大学講座) 1981
- 『文学作品による文化史』(イギリスの言語文化 1) 放送大学教育振興会 1986
- 『イギリス・ルネサンスの人々』（研究社出版） 1988
- 『ブルームズベリー・グループ：ヴァネッサ、ヴァージニア姉妹とエリートたち』中公新書 1989
- 『詩人オーデン』平凡社 1996
- 『巖谷一六』(私家版) 2013
- 『巌谷小波』(私家版) 2013

共編著
- 『ニュークリティシズム辞典』小川和夫共編、研究社レファレンス・ブックス 1961
- 『新しい詩を読む：現代イギリス・アメリカの詩』金関寿夫・川崎寿彦合評、研究社出版 1972
- 『コンパクトイギリス文学史』荒竹出版 1983
- 『イギリス文化事典』大修館書店 2003

訳書
- 『偽証：迫害のための証言』ハーヴィ・マツーソウ（英語版）著、雄渾社 1956
- 『ライオンと影』クリストファー・イシャウッド著、南雲堂 1958
  - 新版 1974年
- 『世界の中の世界 自伝』(全2部)スティーヴン・スペンダー著、高城楢秀・小松原茂雄共訳、南雲堂 1959
  - 再版 1968年
- 『若き世代の発言』トム・マシュラー編、小池銈共訳、南雲堂 1959
- 『ブラウン神父の知恵』G・K・チェスタトン著、新潮文庫 1960
- 『ブラウン神父の懐疑』G・K・チェスタトン著、新潮文庫 1960
- 『ハックスレイ・エッセイ集』(全2巻) ハックスレイ著、前川祐一共訳、社会思想研究会出版部(現代教養文庫) 1961-1962
- 『金髪のプリンセス』エドマンド・ウィルソン著、大久保康雄共訳、六興出版部 1961
- 『カタロニア讃歌』(世界ノンフィクション全集) ジョージ・オーウェル著、筑摩書房 1962
  - 選書化 筑摩叢書 1970
  - 文庫化 ちくま学芸文庫 2002
- 『フェイル・セイフ』ユージン・バーディック,ハーヴィ・ウィラー著、河出書房新社） 1963
  - 改題文庫化『未確認原爆投下指令：フェイル・セイフ』創元推理文庫 1980
  - 改版 2002年
- 『ブラウン神父の秘密』G・K・チェスタトン著、新潮文庫 1964
- 『若い人たちのために』R・L・スティヴンソン著、社会思想社(現代教養文庫) 1965
- 『青春』(世界文学大系) ジョゼフ・コンラッド著、筑摩書房 1967
  - 全集組入 筑摩世界文学大系 1975
- 『屑屋の娘』アラン・シリトー著、河野一郎共訳、集英社 1969
  - 文庫化 集英社文庫 1977
- 『ウィリアム・ポスターズの死』アラン・シリトー著、集英社 1969
  - 文庫化 集英社文庫 1979
- 『グスマン帰れ』アラン・シリトー著、集英社 1970
  - 文庫化 集英社文庫 1978
- 『イギリス文壇史：1800年以後の文人の盛衰』ジョン・グロス著、高見幸郎共訳、みすず書房 1972
- 『ぼくはスペインで戦った』エズモンド・ロミリー著、平凡社 1974
- 『ノッティンガム物語』アラン・シリトー著、阿波保喬共訳、集英社 1975
  - 文庫化 集英社文庫 1979
- 『細胞から大宇宙へ：メッセージはバッハ』ルイス・トマス著、石川統共訳、平凡社 1976
- 『名士小伝』ジョン・オーブリー著、小池銈共訳、冨山房百科文庫 1979
- 『救われざる者たち』デイヴィッド・ストーリー著、海老根宏共訳、集英社 1979
- 『サヴィルの青春』デイヴィッド・ストーリー著、集英社 1983
- 『内なる私』(グレアム・グリーン全集 1) グレアム・グリーン著、瀬尾裕共訳、早川書房 1986
- 『ケンブリッジのエリートたち』リチャード・ディーコン著、晶文社 1988
- 『ナイティンゲール伝 他一篇』リットン・ストレイチー著、岩波文庫 1993[4]

論文
- <橋口稔